# Adrian Chiles
Adrian Chiles (Quinton, Birmingham, 21 de marzo de 1967) es un presentador de televisión, locutor de radio y actor británico.

## Biografía
Nació en Quinton, Birmingham, hijo de padre inglés y madre croata. Con apenas cuatro años, se mudó a Hagley, en Worcestershire. Estudió Literatura inglesa en la Universidad de Londres.
Dio comienzo a su carrera periodística con la BBC, donde trabajó tanto para radio como televisión. Así, ha formado parte del equipo de programas como The One Show, Breakfast News, Working Lunch, Panorama, The Apprentice: You're Fired! y Match of the Day 2, entre otros. Asimismo, trabajó para ITV entre 2010 y 2015.
Estuvo casado entre 1998 y 2009 con Jane Garvey, también locutora de la BBC. Con ella tuvo dos hijos: Evelyn Kathatina y Sian Mari. Mantiene una relación sentimental con Katharine Viner, desde 2015 redactora jefe de The Guardian, periódico para el que Chiles escribe una columna.